# شهرستان نوگایسکی (قره‌چای و چرکس)
شهرستان نوگایسکی (به لاتین: Nogaysky District) یک شهرستان در روسیه است که در قره‌چای و چرکس واقع شده‌است.